# Nursia
Nursia (Norcia en italiano) es un municipio y localidad italiana de la provincia de Perugia, en el sureste de Umbría. Con una población de 4987 habitantes, está a una distancia de 96 km de la capital de la región y a unos 600 m sobre el nivel del mar y en el límite septentrional del altiplano de Santa Escolástica, una meseta de origen tectónico ubicada en el corazón de los Apeninos de la zona Umbría-Marcas e inserta en el parque nacional de los Montes Sibilinos. La ciudad está asociada popularmente con la Valnerina (el valle de ese río).
La zona es famosa por su aire y sus paisajes, y es un lugar para practicar montañismo y senderismo. También es ampliamente conocido por la práctica de la caza, especialmente del jabalí, y por sus salchichas y jamón hechos de jabalí y cerdo, hasta el punto de que Nursia ha dado su nombre a tales productos en italiano, norcineria (/norchinería/).

## Historia
Las trazas de asentamientos humanos en la comarca de Nursia se remontan a la época del Neolítico.
La historia de la ciudad comienza con el asentamiento de los sabinos en el siglo V a. C.. Se convirtió en aliada de la antigua Roma en el año 205 a. C., durante la segunda guerra púnica, cuando fue conocida en latín como Nursia, pero las ruinas romanas más antiguas que perduran son de alrededor del siglo I.
En 122 a. C. nació en Nursia Quinto Sertorio, destacado político y militar romano de la época final de la República romana, célebre por el movimiento antisilano que dirigió en Hispania. Posteriormente fue mitificado como héroe nacional de España.
San Benito, el fundador del sistema monástico benedictino, y su hermana melliza Santa Escolástica, nacieron aquí en el año 480. En el siglo siguiente la ciudad fue conquistada por los lombardos, convirtiéndose en parte del Ducado de Spoleto. En el siglo IX sufrió ataques sarracenos, que dieron comienzo a un periodo de gran decadencia. 
En el siglo XI, fue parte del dominio de san Enrique, emperador del Sacro Imperio Romano Germánico. En el siglo XII, Nursia se convirtió en comuna independiente dentro de los Estados papales, con un creciente prestigio político y económico. La colaboración con la abadía benedictina de Preci llevó a la creación de la Schola Chirúrgica: los estudios de esta última permitieron a los de Nursia mejorar las capacidades de criar sus cerdos. Sin embargo, la proximidad de la poderosa ciudad de Spoleto y el terremoto de 1324 quebraron las ambiciones de la ciudad, y en 1354 regresó definitivamente a la autoridad papal.

## Evolución demográfica
| Gráfica de evolución demográfica de Nursia entre 1861 y 2001 |
|                                                              |
| Fuente: ISTAT                                                |

## Lugares de interés

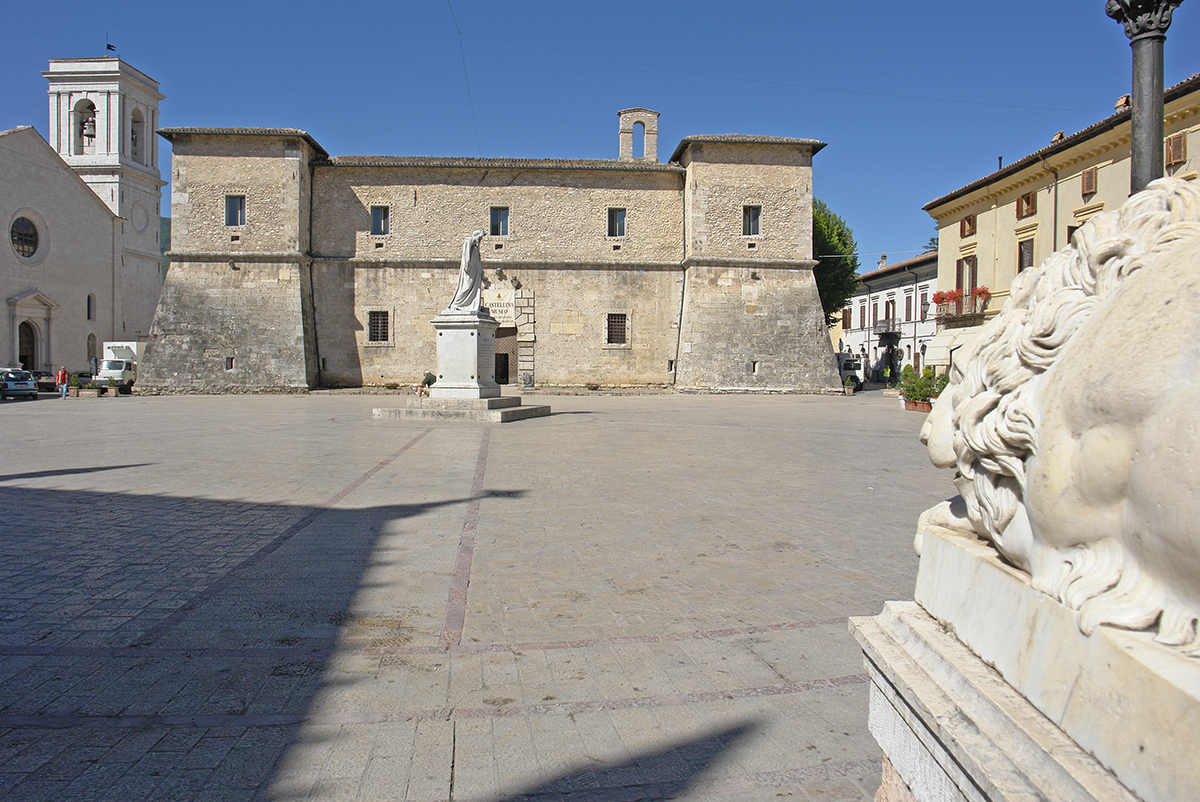
Plaza La Castellina

El núcleo antiguo de Norcia es casi llano, lo que es relativamente inusual entre las ciudades de Umbría, y completamente cerrado por un circuito total de murallas que ha sobrevivido intacto desde el siglo XIV, a pesar de muchos terremotos ―de los que varios (1312, 1324, 1763, 1859, 1979, 2016)― fueron devastadores. Después del terremoto del 22 de agosto de 1859, los Estados Papales, a los que Norcia pertenecía entonces, impusieron un férreo código de construcción prohibiendo estructuras de más de tres pisos y requiriendo el uso de ciertos materiales y técnicas constructivas.
Muchos otros vestigios romanos se observan a través de la ciudad, especialmente en los muros de San Lorenzo, su iglesia más antigua.
En la Piazza San Benedetto está la basílica de San Benedetto. Es la principal iglesia de la ciudad, dedicada a San Benito de Nursia, y está aún unida a un monasterio benedictino en activo. Aunque el edificio actual fue construido en el siglo XIII, permanece sobre los restos de uno o más pequeños edificios romanos, que a veces se ha creído que era una basílica romana, o alternativamente la actual casa en la que nacieron los dos hermanos santos. La fachada, en estilo gótico, está caracterizada por un rosetón central y un relieve representando a los cuatro evangelistas. Dentro, el fresco de la Resurrección de Lázaro (1560) pintado por Michelangelo Carducci. El altar del lado izquierdo del transepto alberga un San Benito y Totila (1621) por Filippo Napoletano. 
Junto a la iglesia está el Palazzo Comunale, edificio que se remonta al siglo XIV, ampliamente reformado en el siglo XIX a causa de los daños causados por los movimientos sísmicos precedentes.
Al otro lado de la plaza está el Pórtico delle Misure, un mercado de cereales a cubierto, con las medidas de capacidad marcadas en la piedra aún bien visibles.
En el centro de la plaza se alza el monumento a San Benito de Nursia, ejecutado por Francesco Prinzi con ocasión del XIV centenario del nacimiento del santo. 
La iglesia renacentista de Santa María Argéntea es la catedral o Duomo, y alberga algunas obras de maestros flamencos, un altar ricamente decorado por François Duquesnoy, una Virgen con santos de Pomarancio y un San Vicente Ferrer y el enfermo (1756) de Giuseppe Paladini.
La iglesia gótica de Sant’ Agostino (siglo XIV) tiene muchos frescos votivos de san Roque y san Sebastián. La iglesia de San Francesco es del mismo siglo: tiene un destacado pórtico, sobrevolado por un rosetón gótico, con decoraciones en piedra blanca y rosa.
Una fortaleza, la Castellina, fue construida entre 1555 y 1563 como residencia de los gobernadores papales, según diseño de Jacopo Vignola. Actualmente alberga un pequeño museo con objetos romanos y medievales, así como documentos de la Edad Media y épocas posteriores.

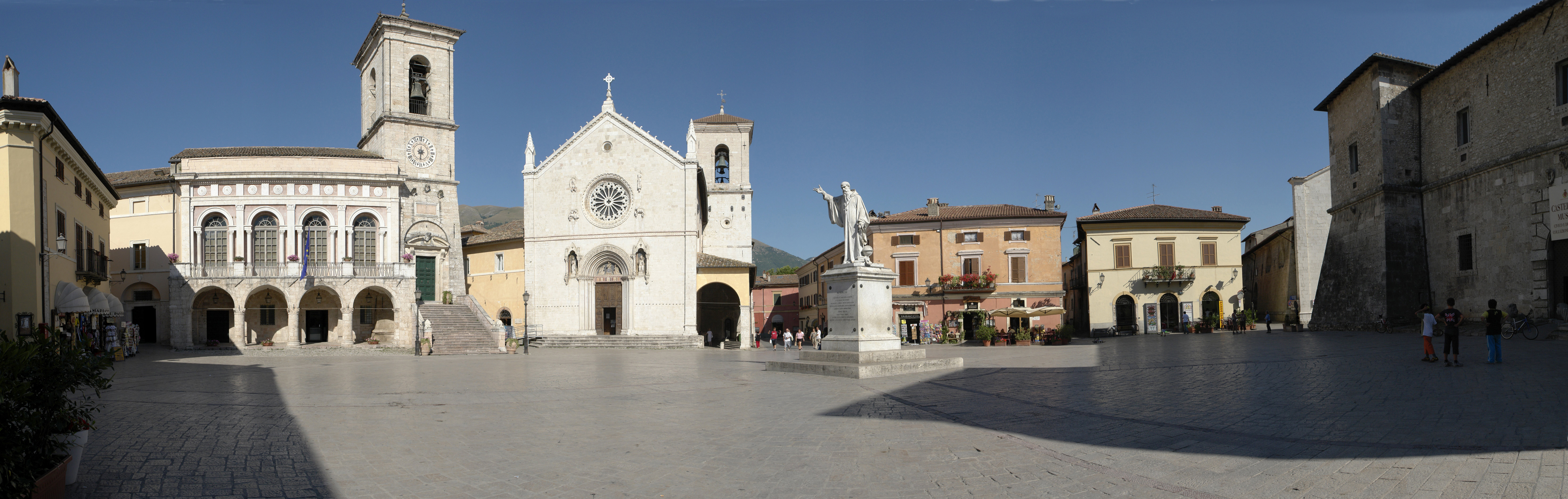
Piazza San Benedetto: en el centro de la foto, la basílica de san Benedetto con el mercado Pórtico delle Misure a la derecha y el Palazzo Comunale a la izquierda. En el centro de la plaza está la estatua dedicada a san Benito de Nursia.

Entre las frazioni cerca de la capital del municipio, están:
- El pieve de San Salvatore, en Campi, con dos rosetones y dos pórticos de diferentes épocas. También en Campi está la iglesia parroquial de san Andrés, con una original logia triangular.
- La frazione de Savelli alberga las ruinas de Madonna della Neve, un elegante edificio octogonal diseñado por Bramante y destruido por el terremoto del año 1979.
- En San Pellegrino está el convento de Santa María di Montesanto (siglo XIV), actualmente en malas condiciones. Tiene un notable claustro, una iglesia con lienzos del siglo XVII y una talla del siglo XIV representando a la Virgen con Niño.

## Frazioni
- Agriano
- Aliena
- Ancarano
- Biselli
- Campi
- Casali di Serravalle
- Case sparse
- Castelluccio
- Cortigno
- Forca Canapine
- Forsivo
- Frascaro
- Legogne
- Monte-Cappelletta
- Nottoria
- Ocricchio
- Ospedaletto
- Pescia
- Pie’ la Rocca
- Piediripa
- Popoli
- San Marco
- San Pellegrino
- Sant'Andrea
- Savelli
- Serravalle
- Valcaldara.

Serravalle (Serravalle di Norcia) queda a orillas del río Sordo a unos centenares de metros corriente arriba de su confluencia con el Corno.